# 切克博德 (蒙大拿州)
切克博德（英語：Checkerboard）是位於美國蒙大拿州馬爾縣的非建制地區。

## 地理
切克博德所處的海拔為高於海平面1599米（即5246英呎），而該地所採用的時區為UTC-6，即北美山地時區（MST）。同時該地設有夏令時間，為UTC-7調快一小時，即UTC-6（MDT）。